# Polnischer Eishockeypokal 2005/06
Der Polnische Eishockeypokal der Saison 2005/06 (poln. Puchar Polski Hokeja na Lodzie) war die Austragung des Polnischen Eishockeypokals. Die Veranstaltung wurde vom Polnischen Eishockeyverband (PZHL) organisiert.

## Teilnehmer und Modus
An der Austragung des Pokals im Jahre 2005 nahmen nur vier Mannschaften teil, alles Mannschaften der vorjährigen Ekstraliga.
Die Halbfinalspiele und das Finale wurden in einer Endrunde im Eisstadion in Nowy Targ an zwei Tagen ausgespielt. Ein Spiel um Platz 3 fand nicht statt.

### Halbfinale
| 29. Dezember 2005 | Unia Oświęcim | 2:4 (n. P.) (1:0, 1:2, 0:0, 0:0, 0:2) | TKH Toruń | Nowy Targ |

| 29. Dezember 2005 | Podhale Nowy Targ | 6:2 (2:1, 3:1, 1:0) | Stoczniowiec Gdańsk | Nowy Targ |

### Finale
| 20. Dezember 2005 | TKH Toruń | 8:7 (n. P.) (1:0, 2:3, 1:1, 0:0, 4:3) | Podhale Nowy Targ | Nowy Targ |

Der lettische Stürmer Vadims Romanovskis wurde mit zwei Toren zum Helden des Abends.